# Sol de Mayo (Buenos Aires)
Sol de Mayo es una localidad del partido de Rojas, Buenos Aires, Argentina.

## Ubicación
Se encuentra sobre el sector de tierra de la Ruta Provincial 45 a unos 17 km al sudoeste de la ciudad de Rojas.

## Población
Cuenta con 20 habitantes (Indec, 2010), lo que representa un descenso del 39% frente a los 33 habitantes (Indec, 2001) del censo anterior.

## Historia
El poblado surgió a partir de 1900 con la apertura de la Estación Sol de Mayo del Ramal Rawson - Arribeños del otrora Ferrocarril Buenos Aires al Pacífico.